# 熱力学温度
熱力学温度（ねつりきがくおんど、英語: thermodynamic temperature）は、熱力学に基づいて定義される温度である。
国際量体系（ISQ）における基本量の一つとして位置付けられ、次元の記号としてサンセリフローマン体の Θ が用いられる。また、国際単位系（SI）における単位はケルビン（記号: K）が用いられる。熱力学や統計力学に関する文献やそれらの応用に関する文献では、熱力学温度の意味で温度（英: temperature）という言葉を使うことが多い。
熱力学温度はしばしば絶対温度（ぜったいおんど、英: absolute temperature）とも呼ばれる。多くの場合、熱力学温度と絶対温度は同義であるが、「絶対温度」という言葉の用法はまちまちであり「カルノーの定理や理想気体の状態方程式から定義できる自然な温度」を指すこともあれば、「温度単位としてケルビンを選んだ場合の温度」ないし「絶対零度を基準点とする温度」のようなより限定された意味で用いられることもある。
気体分子運動論によれば分子が持つ運動エネルギーの期待値は絶対零度において 0 となる。このとき、分子の運動は完全に停止していると考えられる。しかしながら、極低温の環境において古典力学に基づく運動論は完全に破綻するため、そのような古典的な描像は意味を持たない。

## 定義

### 理想気体による導入
シャルルの法則によれば、気体の体積は温度の変化に対して（ある程度の）普遍的な振る舞いをする。気体の振る舞いを理想化した理想気体は、その体積が熱力学温度に比例する。
理想気体の体積に比例する温度として熱力学温度を導入する教科書もあり、この導入による温度は理想気体温度とも呼ばれる。

### 操作的な定義
温度 θ1、θ2 で特徴づけられる2つの熱浴の間で動作する可逆な熱力学サイクル（例えばカルノーサイクル）の熱効率を η(θ1,θ2) としたとき、これらの熱浴の熱力学温度 T1、T2（T1 > T2）の比は
{\displaystyle {\frac {T_{2}}{T_{1}}}=1-\eta (\theta _{1},\theta _{2})}
により定義される。さらに基準となる温度を定める事で熱力学温度の単位が定まる。例えば以前の国際単位系においては水の三重点の値を定めることで温度の単位のケルビンを定義していた。
このように熱力学温度がとれることはカルノーの定理が保証している。理想気体に対してカルノーサイクルを考えることで、理想気体温度が熱力学温度と等しいことが示される。言い換えれば、理想気体が熱力学と矛盾なく導入することが可能であることが示される。
この流儀の定義では、高温や低温といった素朴な温度の概念そのものは経験的に導入されている。また、熱サイクルを成立させるために、理想的な熱浴と断熱壁が必要となる。

### 公理的な定義
エントロピーを公理的に導入する流儀では、熱力学温度 T は、完全な熱力学関数としてのエントロピー S の内部エネルギー U による偏微分として
{\displaystyle {\frac {1}{T}}=\left({\frac {\partial S}{\partial U}}\right)_{X}}
により定義される。ここで X は示量性の変数を表す。
統計力学においては、系のエントロピー S がボルツマンの原理により状態数 W(E) から
{\displaystyle S(E)=k\ln W(E)}
として与えられるので、熱力学温度はこの定義により導入される。
なお、統計力学においては
{\displaystyle \beta ={\frac {1}{kT}}}
によって熱力学温度と関係づけられる逆温度 β がしばしば用いられる。逆温度はカノニカル分布を導入する際に現れる関数であり、分配関数の変数として逆温度を選ぶことで統計力学の基本的な関係式を簡単な形で表すことができる。有名な関係式としてたとえばエネルギー  の期待値 〈〉 と分配関数 Z(β) の関係
{\displaystyle \langle {\hat {H}}\rangle =-{\frac {\partial }{\partial \beta }}\log Z(\beta )}
やヘルムホルツの自由エネルギー F との関係
{\displaystyle F=-{\frac {1}{\beta }}\log Z(\beta )}
が挙げられる。このように統計力学においては逆温度が熱力学温度より基本的な役割を担っている。

## 性質
熱力学温度は平衡熱力学における基本的要請を満たすように定義される示強変数であり、そのような温度は一つに限らない。
熱力学温度が持つ基本的な性質の一つとして普遍性がある。具体的な物質の熱膨張などを基準として定められる温度は、選んだ物質に固有の性質をその定義に含んでしまい、特殊な状況を除いて温度の取り扱いが煩雑になる。熱力学温度はシャルルの法則や熱力学第二法則のような物質固有の性質に依存しない法則に基づいて定められるため、物質の選択にまつわる困難を避けることができる。
熱力学温度が持つもう一つの基本的な性質として、下限の存在が挙げられる。熱力学温度の下限は実現可能な熱力学的平衡状態を決定する。この熱力学温度の下限は絶対零度と呼ばれる。

### 負の温度について
熱力学では温度には下限があり、それを絶対零度と呼ぶが、統計力学では「絶対零度を下回る」温度として負温度が導入されることがある。ただし、負温度は熱力学や平衡統計力学の意味での温度とは異なる概念である。熱力学で用いられる通常の温度は平衡状態の系を特徴づける物理量だが、負温度は反転分布の実現するような非平衡系や系のエネルギーに上限が存在するような特殊な系を特徴づける量である。負温度はある種の非平衡系に対してカノニカル分布を拡張した際に、この分布に対する逆温度の逆数（をボルツマン定数で割ったもの）として定義され、負の値をとる。すなわち、負の逆温度 β < 0 に対し負温度 T は
{\displaystyle {\overline {\beta }}={\frac {1}{k{\overline {T}}}}~~(<0)}
という関係が成り立つように定められる。
この関係は通常の（正の）温度と逆温度の関係をそのまま非平衡系に対して適用したものとなっている。しかしながらその元となる逆温度と温度の対応関係は、統計力学で定義される諸々の熱力学ポテンシャルが熱力学で定義されたものと（漸近的に）一致するという要請から導かれるものであり、負温度が実現する系において同様の関係が成り立つと考える必然性はない。

## 温度差
温度変化に対する応答として熱容量のような物理量を定義でき、温度差を考えることはしばしば有用である。2つの熱力学温度 T と T' の差
{\displaystyle \Delta T=T'-T}
として温度差を定義する。
基準となる温度 T0 を固定して、T0 との温度差
{\displaystyle \theta =T-T_{0}}
を考えれば、それぞれの熱力学温度 T に対して θ が定まり、これは温度を表現する新たな物理量となる。特に基準温度として氷点 T0 = 273.15 K に選べば、この温度 θ はセルシウス温度である。
また T0 = 459.67 × 5/9 K = 255.3722... K に選べばファーレンハイト温度である。

### 単位と換算式
新たな温度 θ は熱力学温度 T と同じ次元をもち、単位も同じくケルビン（K）を用いて表すことはできるが、どの温度で表しているかを区別するために異なる単位が用いられる。
セルシウス温度の場合はセルシウス度（°C）が用いられ、セルシウス度は °C = K で定義されるので
{\displaystyle \theta /{}^{\circ }{\text{C}}=T/{\text{K}}-273.15}
が導かれる。なお、換算式として 0 °C = 273.15 K というものも見られるが、あくまで熱力学温度 T = 273.15 K に相当するセルシウス温度が θ = 0 °C ということであり、これらを等号で結ぶことは SI としては正しい表記ではない。
ファーレンハイト温度 θF の単位（ファーレンハイト度、°F）は °F = 5/9 K で定義されるので
{\displaystyle \theta _{\text{F}}/{}^{\circ }{\text{F}}={\frac {9}{5}}\,T/{\text{K}}-459.67}
が導かれる。